# Burnupia mooiensis
Burnupia mooiensis е вид коремоного от семейство Planorbidae.

## Разпространение и местообитание
Видът е разпространен в Демократична република Конго и Южна Африка.
Обитава сладководни басейни и реки.